# György Bónis
György Bónis (Budapest, 5 gennaio 1914 – Budapest, 6 novembre 1985) è stato un giurista e storico ungherese, professore di storia del diritto ungherese ed europeo.

## Biografia
György Bónis  è nato a Budapest, in Ungheria il 5 gennaio 1914. Il cognome è di origine italiana, diffuso soprattutto nel Mezzogiorno nella versione De Bonis. Dopo la maturità si è iscritto alla Facoltà di Giurisprudenza dell'Università Pázmány Péter di Budapest (ora: Eötvös Loránd Tudományegyetem). Si è laureato sub auspiciis gubernatoris con il massimo dei voti in giurisprudenza. Subito dopo la laurea ha vinto una borsa di studio in Inghilterra. Durante il suo soggiorno ha conosciuto i più famosi professori inglesi di storia del diritto dell'epoca, tra i quali Holdsworth e Plucknett. Nel 1940 fu nominato professore all'università di Kolozsvár (ora: Universitatea Babes-Bolyai a Cluj-Napoca). Nel 1947 si è trasferito all'università di Seghedino, dove ha insegnato storia del diritto ungherese ed europeo.
È stato visiting professor per un anno all'Università di Cambridge. Fu membro della European Academy of History.
Era uno dei massimi esperti della storia del diritto medievale ungherese. Ha scritto numerosi articoli e libri non soltanto in ungherese, ma anche in inglese, francese, tedesco ed italiano. All'inizio le sue ricerche si concentravano sul XVIII secolo. Molto giovane ha scoperto per la prima volta il progetto del primo codice penale ungherese del 1712, poi si è occupato dei lavori della Commissione istituita dall'imperatore asburgico nel 1715. 
Dopo la sua nomina a professore universitario le sue ricerche s'indirizzavano principalmente verso il Medio Evo. Le sue pubblicazioni vertono sul feudalesimo dell'Ungheria medievale, sulla storia della fidejussione in Ungheria, sulla storia del diritto privato ungherese in generale, sulla pratica giudiziaria ungherese, sulla rappresentanza, sul notariato, sul diritto comune, ecc. Nella collana Ius Romanum Medii Aevi ha pubblicato il volume che tratta la storia medievale del diritto romano-comune nel Regno d'Ungheria, che è rimasta finora l'unica opera di riferimento in questo campo specialistico. Per quanto riguarda i metodi si è distinto con la sua ricerca minuziosa dei diplomi ungheresi. Infatti ha esaminato più di 180000 diplomi ungheresi dall'anno mille fino al secolo XVI. Ha scoperto numerosi manoscritti e ne ha pubblicato i testi.

## Opere principali
- Einflüsse des römischen Rechts in Ungarn, Ius Romanum Medii Aevi V. 10., Milano, 1964
- The laws of the medieval kingdom of Hungary scritto da György Bónis in collaborazione con Leslie S. Domonkos. Idyllwild: Charles Schlacks, jr., 1999-.
- Un libro di testo ungherese di diritto romano del cinquecento, in "Studi in onore di E. Volterra", Milano 1971, vol. VI, 343
- La pénétration du droit romain dans les pays slaves et hongrois, in Recueils de la Société Jean Bodin pour l'histoire comparative des institutions, Bruxelles 1967, 77-86
- Decreta regni Hungariae. Gesetze und Verordnungen Ungarns 1301–1457. In collaborazione con Dőry Ferenc–Bónis György– Bácskai Vera. Budapest: Akadémiai Kiadó, 1976
- Középkori jogunk elemei. Római jog. Kánonjog. Szokásjog (Elementi del diritto medievale ungherese) (Budapest 1972).
- A jogtudó értelmiség a középkori Nyugat- és Közép-Európában Kiadás: Budapest, 1972
- Hűbériség és rendiség a középkori magyar jogban (Kolozsvár, é.n. [1947.]; Osiris Kiadó, Bp. 2003.)
- Les autorités de 'foi publique' et les archives des 'loci credibiles' en Hongrie, in  Archivum 12 (1962): 97-104.
- A magyar büntetőtörvénykönyv első javaslata 1712-ben, (Az Angyal szeminárium kiadványai 26. Bp. 1934.)
- Les suretés personnelles en Hongrie du 13e au 18e siècle, in Les suretés personnelles. Moyen Âge et temps modernes. (Recueils de la Société Jean Bodin pour l'histoire comparative des institutions, Tome XXIX) Bruxelles 1971, 725-766
- Hungarian Feudal Diet (13th-18th Centuries). (Recueils de la Société Jean Bodin 25, 1965.)
- The Powers of Deputies in the Hungarian Feudal Diet, 1790-1848, In: Liber memorialis Sir Maurice Powicke, Dublin, 1963. Louvain - Paris, 1965. Čtudes présentées ŕ la Commission internationale pour l'histoire des Assemblées d' états et duparlamentarisme 27. 87-307. oldal)
- Die ungarische Stände in der ersten Hälfte des 18. Jahrhunderts, in: Dietrich Gerhard (szerk.): Ständische Vertretungen in Europa im 17. Und 18. Jahrundert. Göttingen, 1969. Veröffentlichungen de Max-Planck-Instituts für Geschichte 17.; Études présentées á la Commission internationale pour l'histoire des Assemblées d'états et du parlamentarisme 37)